# Brachiaria jubata
Brachiara jubata est une plante de la famille de poaceae du genre brachiaria.
Espèce
Synonymes
- Brachiaria bomaensis Vanderyst[1]
- Brachiaria fulva Stapf[1]
- Brachiaria jubata[2]
- Brachiaria soluta Stapf[1]
- Panicum jubatum Fig. & De Not.[1]
- Urochloa jubata (préféré par NCBI)[2]
- Urochloa jubata (Fig. & De Not.) Sosef[1]